# 羽山みずき
羽山 みずき（はやま みずき、1991年12月7日 - ）は、山形県鶴岡市出身の日本の演歌歌手。本名は田澤 瑞姫（たざわ みずき）。所属事務所はサンミュージックプロダクション、所属レーベルは日本クラウン。

## 経歴
1991年12月7日生まれ。祖父母の影響で、4歳のときに敬老会で演歌を歌い喜んでもらったのが原点だという。小学6年から地元の歌謡サークルに、高校1年からは山形県歌謡振興会に入り、月2回のレッスンを受けながら県内の歌謡大会に出場し、県歌謡選手権で優勝するなど実績を積んでいった。
鶴岡北高校卒業後、倭楽（やまとがく）の奉納などで歌う機会がある巫女を仕事として選択し、2015年末まで山形県鶴岡市に所在する出羽三山神社に6年間勤務した。2015年3月に日本クラウン主催の新人オーディションで森山愛子の「東京挽歌」を歌い応募者1328人の中からグランプリを獲得（準グランプリは中澤卓也）。作曲家・聖川湧の門下生として修行を積み、2016年4月6日に日本クラウンより「紅花慕情」でデビューした。サンミュージックが上杉香緒里以来、21年ぶりに手掛ける新人演歌歌手として話題となった。同年、第58回日本レコード大賞新人賞を受賞。
芸名の由来は巫女として勤めていた出羽三山神社から「羽」と「山」の二文字を頂き羽山とし、下の名は本名をひらがなにして名付けられた。デビュー当時のキャッチフレーズは巫女にちなんだ「開運演歌女子」で、ブログのタイトルにもなっている。
鶴岡ふるさと観光大使（2016年より）、やまがた特命観光・つや姫大使を務める。
2018年には東北出身の工藤あやの、津吹みゆと共に女性演歌歌手3人組のユニット「みちのく娘!」を結成している。

## 人物
身長160cm。血液型はA型、趣味はお菓子作り。特技は弓道で二段の腕前をもつ。また好きな食べ物はお米（地元の美味しいご飯）である。
故郷の鶴岡市内にある善宝寺は1990年頃に人面魚ブームが起こった寺であり、「善宝寺が実家から歩いて、すぐのところにあるんです。小さいころは何度も人面魚を見に行きましたし、エサもあげに行きました」と語っている。

## ディスコグラフィ

### シングル
- 全て日本クラウンからリリース。

| #  | 発売日          | 曲順 | タイトル           | 作詞       | 作曲       | 編曲       | オリコン 最高順位 | 規格品番  |
| -- | --------------- | ---- | ------------------ | ---------- | ---------- | ---------- | ----------------- | --------- |
| 1  | 2016年 4月6日   | 01   | 紅花慕情           | 横山賢一   | 聖川湧     | 前田俊明   | -                 | CRCN-1951 |
| 1  | 2016年 4月6日   | 02   | 折鶴海峡           | 横山賢一   | 聖川湧     | 前田俊明   | -                 | CRCN-1951 |
| 2  | 2017年 4月5日   | 01   | 雪んこ風唄         | 海老原秀元 | 聖川湧     | 石倉重信   | -                 | CRCN-8043 |
| 2  | 2017年 4月5日   | 02   | 大器晩々成         | 浅木しゅん | 聖川湧     | 石倉重信   | -                 | CRCN-8043 |
| 3  | 2017年 12月6日  | 01   | 酒田カモメ唄       | 喜多條忠   | 聖川湧     | 前田俊明   | -                 | CRCN-8107 |
| 3  | 2017年 12月6日  | 02   | いのち舟           | 横山賢一   | 聖川湧     | 前田俊明   | -                 | CRCN-8107 |
| 4  | 2018年 10月3日  | 01   | 古いタイプの女です | 喜多條忠   | 聖川湧     | 前田俊明   | 43位              | CRCN-8186 |
| 4  | 2018年 10月3日  | 02   | ひとり鍋           | 喜多條忠   | 聖川湧     | 前田俊明   | 43位              | CRCN-8186 |
| 5  | 2019年 7月24日  | 01   | 雪割り酒           | 喜多條忠   | 聖川湧     | 南郷達也   | -                 | CRCN-8267 |
| 5  | 2019年 7月24日  | 02   | おんなの旅路       | 喜多條忠   | 聖川湧     | 南郷達也   | -                 | CRCN-8267 |
| 6  | 2020年 7月22日  | 01   | 弓ごころ           | 喜多條忠   | 聖川湧     | 伊戸のりお | 41位              | CRCN-8349 |
| 6  | 2020年 7月22日  | 02   | いろは紅葉         | 喜多條忠   | 聖川湧     | 伊戸のりお | 41位              | CRCN-8349 |
| 7  | 2021年 7月7日   | 01   | わたし舟           | もりちよこ | 聖川湧     | 馬飼野俊一 | 36位              | CRCN-8413 |
| 7  | 2021年 7月7日   | 02   | おめおめロック     | もりちよこ | 小杉保夫   | 馬飼野俊一 | 36位              | CRCN-8413 |
| 8  | 2022年 4月6日   | 01   | こころ町           | もりちよこ | 聖川湧     | 馬飼野俊一 | 32位              | CRCN-8478 |
| 8  | 2022年 4月6日   | 02   | 愛のさざなみ       | なかにし礼 | 浜口庫之助 | 竹内弘一   | 32位              | CRCN-8478 |
| 9  | 2023年 3月8日   | 01   | ひとつ花           | 峰崎林二郎 | 聖川湧     | 南郷達也   | 34位              | CRCN-8555 |
| 9  | 2023年 3月8日   | 02   | 私のあなた         | 峰崎林二郎 | 聖川湧     | 南郷達也   | 34位              | CRCN-8555 |
| 10 | 2024年 1月17日  | 01   | 恋春花             | 菅麻貴子   | 聖川湧     | 石倉重信   | 23位              | CRCN-8629 |
| 10 | 2024年 1月17日  | 02   | 下町ごよみ         | 峰崎林二郎 | 聖川湧     | 石倉重信   | 23位              | CRCN-8629 |
| 11 | 2024年 12月25日 | 01   | みちのく純恋歌     | 菅麻貴子   | 聖川湧     | 馬飼野俊一 | 29位              | CRCN-8718 |
| 11 | 2024年 12月25日 | 02   | 千年かぐや姫       | 結木瞳     | 聖川湧     | 馬飼野俊一 | 29位              | CRCN-8718 |

### アルバム
| 発売日       | タイトル                                       | 規格品番   |
| ------------ | ---------------------------------------------- | ---------- |
| 2017年6月7日 | 日本の心情を歌う〜みずきの歌う流行歌の世界〜   | CRCN-20433 |
| 2019年1月9日 | 日本の心情を歌うII〜みずきの歌う流行歌の世界〜 | CRCN-20454 |
| 2024年5月8日 | みずきの愛唱歌〜山形生まれの癒しのコブシ〜     | CRCN-20485 |

## 出演

### ラジオ
- 金曜Fine!!・開運演歌女子 羽山みずきの朝カラ♪（TBSラジオ、2017年4月7日 - 2020年9月25日）
- ヴァイナル・ミュージック〜for. EK〜大人の歌謡クラブ（文化放送、2022年4月16日 - 2023年3月24日、毎月第3週土曜担当）

## 主な受賞歴
- 第43回歌謡祭　歌謡フェスティバル2016（2016年11月16日、中野サンプラザ、BSジャパン）主催：日本歌手協会にて2016年度最優秀新人賞候補に選ばれる。
- 第58回日本レコード大賞（2016年12月30日、TBS）主催：日本作曲家協会にて優秀新人賞を獲得した。
- 平成28年度 日本クラウンヒット賞 贈呈式（2017年1月27日、霞山会館）主催：日本クラウンにて新人賞を獲得した。受賞曲は「紅花慕情」[14]。

## その他
- 2021年2月7日に公開されたリドリー・スコット制作総指揮のYouTubeのドキュメンタリー映画『Life in a Day 2020』に羽山の動画が採用されている[15]。